# Kaiserstraße 23 (Quedlinburg)

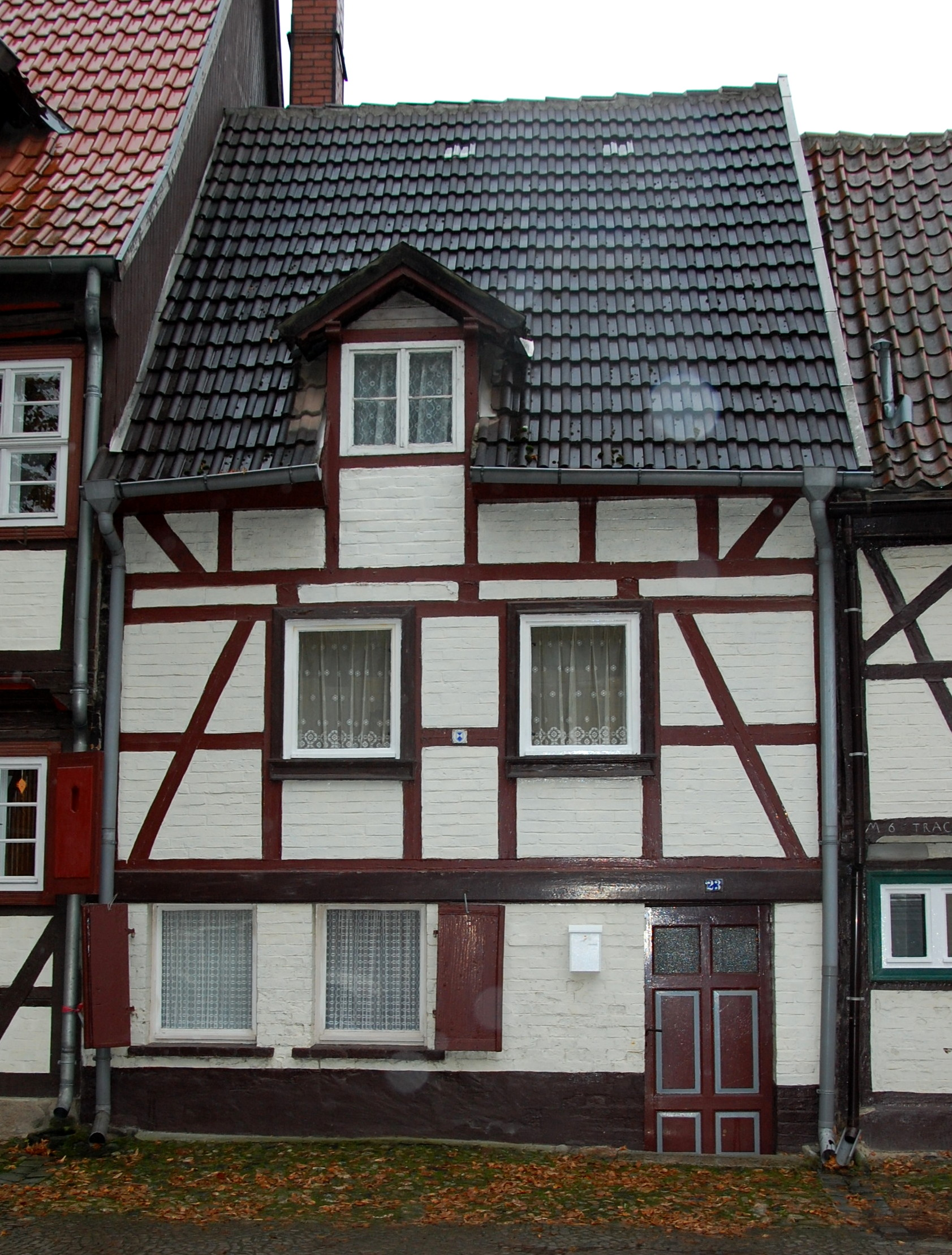
Kaiserstraße 23

Das Haus Kaiserstraße 23 ist ein denkmalgeschütztes Gebäude in der Stadt Quedlinburg in Sachsen-Anhalt.

## Lage
Es befindet sich in der historischen Quedlinburger Neustadt auf der Südseite der Kaiserstraße und ist im Quedlinburger Denkmalverzeichnis als Wohnhaus eingetragen. Östlich grenzt das gleichfalls denkmalgeschützte Haus Kaiserstraße 22, westlich das Haus Kaiserstraße 24 an.

## Architektur und Geschichte
Das kleine zweigeschossige Fachwerkhaus entstand vermutlich, wie die ähnliche, westlich angrenzende Bebauung, in der Zeit um 1720. Der Hauseingang liegt unterhalb des Niveaus der Straße. Um 1840 wurde die schlichte Fassade erneuert. Hierbei entstanden auch der Kniestock sowie eine Ladeluke.